# Jaume Torres i Grau

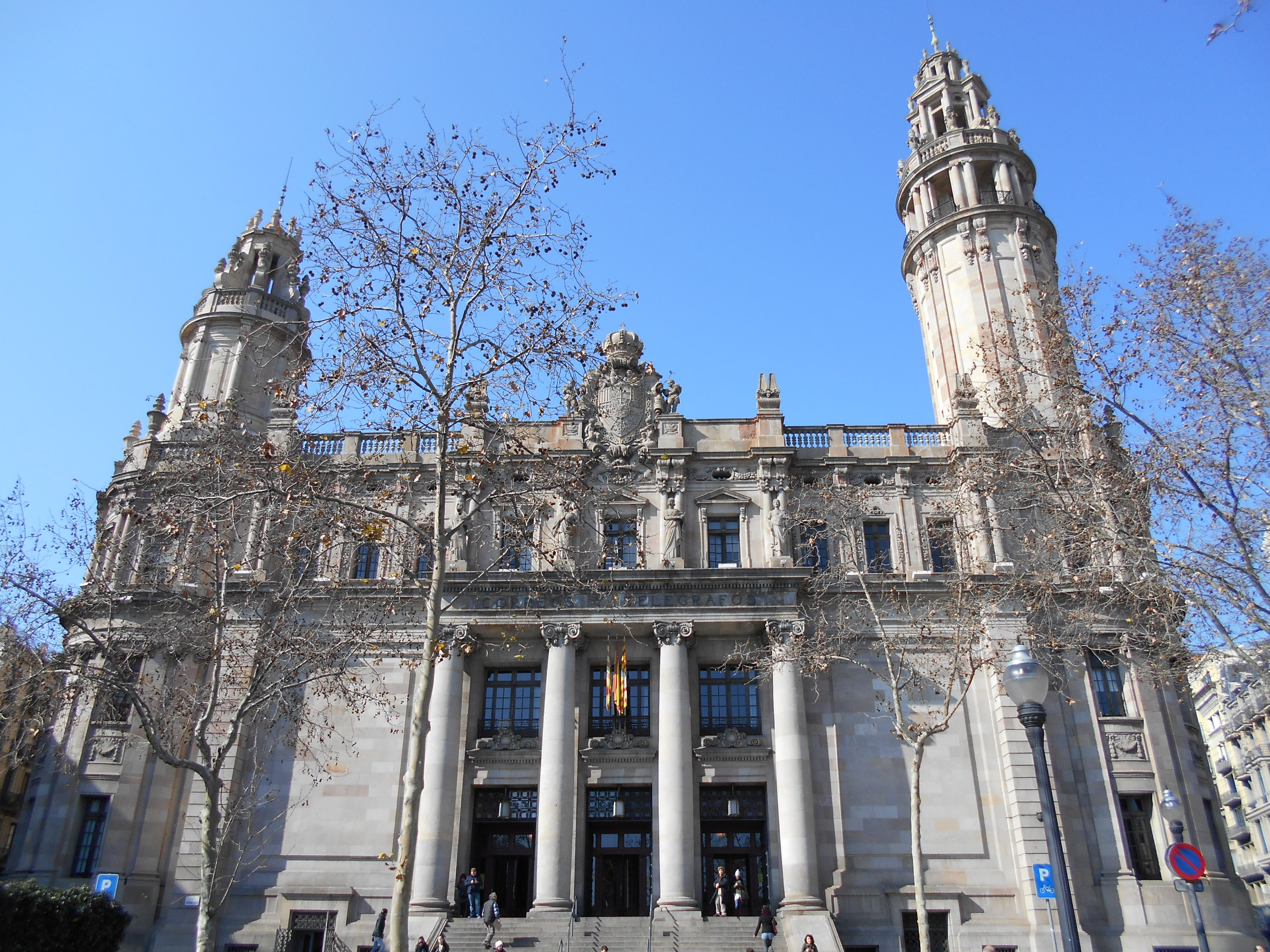
Edificio de Correos y Telégrafos de Barcelona (1914-1927), de Josep Goday y Jaume Torres

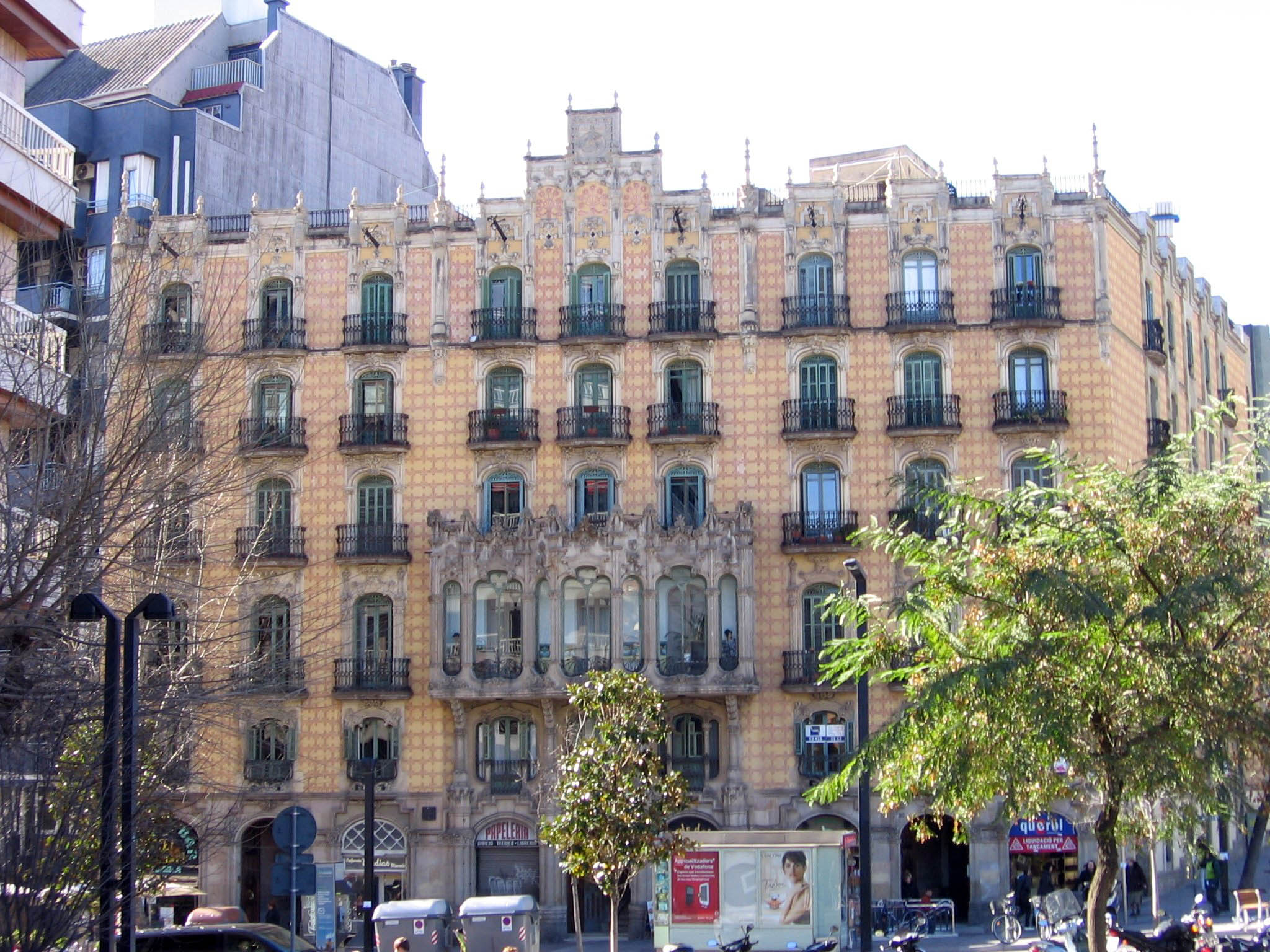
Casas Ramos (1906-1908), de Jaume Torres

Jaume Torres i Grau (Barcelona, 1879-1945) fue un arquitecto modernista español, licenciado en 1903. 

## Biografía
Formó parte de la Sociedad Hermanos Torres —el arquitecto Raimon Torres Grau era el gerente— para la que se encargó de construir, entre 1905 y 1907, el conjunto de edificios modernistas de las calles de Aribau, números 178 a 180, y de París, números 180 bisa 182, de Barcelona. 
Ambos hermanos participaron en el Concurso de Proyectos de Escuelas Graduadas para Barcelona, celebrado en 1914, obteniendo el segundo premio. De las obras modernistas más importantes de Jaume Torres destacan, además de las antedichas, las casas Ramos de la Plaza de Lesseps, número 30-32 (1906), y la casa Elena Castellano de la Calle de Santa Anna, número 21 (1906-1907), de Barcelona. 
A partir de los años veinte, su obra se caracterizó por la adopción de las formas barrocas y clasicistas propugnadas por el Novecentismo, como por ejemplo el edificio de Correos y Telégrafos (1926-1928) de la Vía Layetana, realizado en colaboración con Josep Goday, y el del Fomento de Obras y Construcciones (1924) del calle de Balmes, número 36-42, que fue premiado en el concurso anual de edificios artísticos del Ayuntamiento de Barcelona en 1925.
Fue tío del arquitecto Josep Torres Clavé.